# Ikusaka
Ikusaka (生坂村?) è un villaggio giapponese della prefettura di Nagano.